# Tantum ergo op. 168 de Bonis
Pour les articles homonymes, voir Tantum ergo (homonymie).
Le Tantum ergo, op. 168, est une œuvre de musique vocale de la compositrice Mel Bonis, datant de 1915.

## Composition
Mel Bonis compose son Tantum ergo pour trois voix d'hommes à capella. Les deux manuscrits sont datés de 1915. L'œuvre est publiée à titre posthume par les éditions Armiane en 1999.

## Analyse
Le Tantum ergo est un motet en latin qui symbolise l'Eucharistie.

## Sources
- Étienne Jardin, Mel Bonis (1858-1937) : parcours d'une compositrice de la Belle Époque, 2020 (ISBN 978-2-330-13313-9 et 2-330-13313-8, OCLC 1153996478)